# Dowdy-Ficklen Stadium
 (mars 2025).
Si vous disposez d'ouvrages ou d'articles de référence ou si vous connaissez des sites web de qualité traitant du thème abordé ici, merci de compléter l'article en donnant les références utiles à sa vérifiabilité et en les liant à la section « Notes et références ».
Le Dowdy-Ficklen Stadium est un stade de football américain situé à Greenville en Caroline du Nord. Un projet d'extension du stade est prévu, portant ainsi la capacité à 60 000 places dans les prochaines années.